# Wojsławice (powiat pińczowski)
Wojsławice – wieś w Polsce położona w województwie świętokrzyskim, w powiecie pińczowskim, w gminie Złota.
| SIMC    | Nazwa | Rodzaj    |
| ------- | ----- | --------- |
| 0280637 | Górki | część wsi |

W latach 1975–1998 miejscowość należała administracyjnie do województwa kieleckiego.

## Osoby związane z Wojsławicami
- Franciszek Kucybała – działacz ruchu oporu, dowódca pińczowskiego okręgu Gwardii Ludowej, następnie Armii Ludowej. Współorganizator Republiki Pińczowskiej.
- Józef Saturn – uczestnik kampanii wrześniowej, dowódca brygady Armii Ludowej, major Wojska Polskiego.
- Stefan Sokołowski – żołnierz Gwardii Ludowej i Armii Ludowej, oficer Ministerstwa Bezpieczeństwa Publicznego i Służby Bezpieczeństwa, komendant wojewódzki Milicji Obywatelskiej w Koszalinie i Łomży, członek Prezydium Rady Naczelnej Związku Bojowników o Wolność i Demokrację, autor książki „Dzielnica Nida”.